# クロッシング・ザ・ブリッジ サウンド・オブ・イスタンブール
『クロッシング・ザ・ブリッジ　サウンド・オブ・イスタンブール』（原題：Crossing the Bridge: The Sound of Istanbul）は、2005年のドイツ・トルコ合作の音楽ドキュメンタリー映画。トルコ系ドイツ人のファティ・アキンが監督・脚本・製作を務めた。

## 概要
アジアと欧州の狭間に位置するトルコのイスタンブールは多くの民族と多様な文化を抱え、貧富・伝統・革新が混在し、個性的な音楽を生み出している。その街でドイツ人音楽家のアレクサンダー・ハッケが様々な音楽家を訪ねて、時にはセッションに参加し、インタビューし、音楽の魅力と奥深さを探ってゆく。セマーと呼ばれる旋廻舞踊を踊る女性も登場する。

## キャスト
- アレクサンダー・ハッケ - 案内役。ドイツのバンドアインシュテュルツェンデ・ノイバウテンのベーシスト、作曲家
- ババズーラ - バンド
- オリエント・エクスプレッションズ - バンド
- デュマン - バンド
- レプリカス - バンド
- エルキン・コライ
- ジェサ
- アイヌール - クルド系女性歌手
- メルジャン・デデ
- セルジュク - 縦笛奏者・スーフィー系音楽
- ブレンナ・マックリモン - 女性歌手
- セリム・セスレル
- シヤシヤベンド - バンド
- オルハン・ゲンジェバイ - 男性歌手・サズ奏者
- ミュゼイイェン・セナー
- セゼン・アクス - 女性歌手